# 아르노강

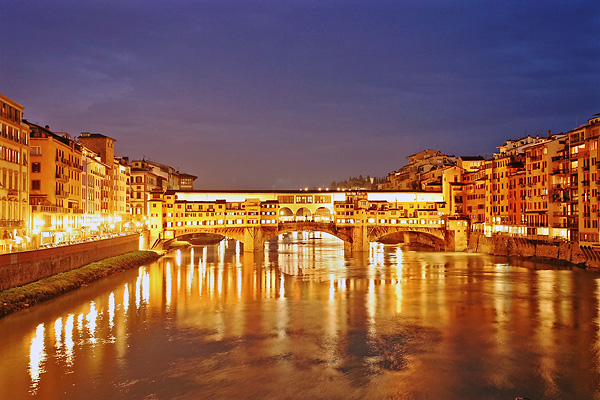
아르노강의 옛 다리

아르노강(이탈리아어: Fiume Arno)은 이탈리아 토스카나주에 있는 강이다. 중부 이탈리아에서 테베레강 다음으로 중요한 강이다.